# Amman Rotana
Hotelul Amman Rotana este un hotel din Noul Abdali din districtul Al-Abdali, Amman, Iordania. Este administrat de Rotana Hotels. La 188 de metri înălțime, se află pe primul loc pe lista celor mai înalte clădiri din Amman.